# Alexandria Proftàsia
Alexandria Proftàsia (en grec antic Αλεξάνδρεια η Προφθασία) o també Alexandria de Drangiana (Δραγγιανή) va ser una de les més de setanta ciutats fundades o rebatejades per Alexandre el Gran. La ciutat es va fundar quan va realitzar una parada intermèdia entre Herat, una altra de les fortaleses d'Alexandre, i Kandahar. Era a Drangiana, a la vora del llac Hamun-e-Saberi, al modern Sistan
La ciutat és mencionada per Estrabó, Plini el Vell, Ammià Marcel·lí, Isidor de Carax, Esteve de Bizanci i Plutarc. Alexandre el Gran, va arribar a Drangiana el novembre del 330 aC de camí a Kandahar, i va trobar una regió molt ben organitzada, una província de l'Imperi aquemènida. Va nomenar un nou sàtrapa, Arsames, i va canviar el nom de la capital anomenant-la Proftàsia ("anticipació"), perquè Alexandre havia descobert en aquell lloc una conspiració contra la seva vida, organitzada pel seu company Filotes.
Actualment es desconeix la situació exacta de Proftàsia. L'opinió general considera que Proftàsia era l'actual ciutat de Farah, a partir del que diu Isidor de Carax i que la ciutadella de Farah conserva les restes de la seva fortalesa. Però si es consideren les distàncies que donen Plini el Vell, Eratòstenes i Estrabó, es pot entendre que Farah està situada massa a prop de la ciutat d'Herat i que Proftàsia es trobava propera a Zarandj.
L'any 1578, un mapa del món que Mercator va dibuixar a partir del mapa de Claudi Ptolemeu, mostra la ciutat situada a certa distància al nord dels llacs de Zarandj. També es pot veure que l'edició del segle xiii de la Taula de Peutinger feta al segle iv mostra Zarandj i Proftàsia amb ubicacions diferents.